# Psalenoba nunciaeformis
Genre
Espèce
Psalenoba nunciaeformis, unique représentant du genre Psalenoba, est une espèce d'opilions laniatores de la famille des Triaenonychidae.

## Distribution
Cette espèce est endémique de Nouvelle-Zélande.

## Description
Les syntypes mesurent 3 mm.

## Publication originale
- Roewer, 1931 : « Über Triaenonychiden (6. Ergänzung der "Weberknechte der Erde", 1923). » Zeitschrift für wissenschaftliche Zoologie, vol. 138, p. 137–185.